# Steinbruch Listertal

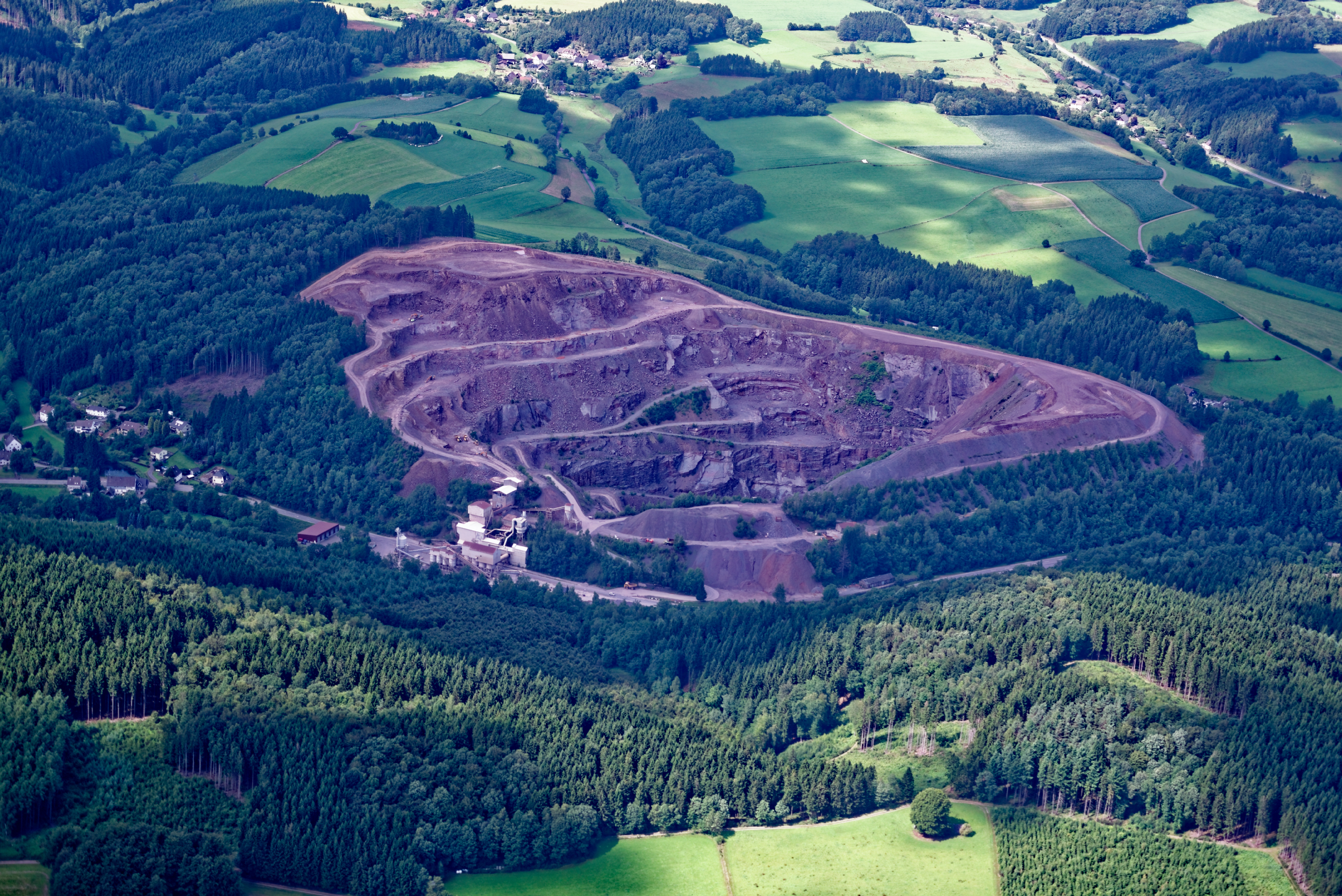
Steinbruch Listertal von Süden

Der Steinbruch Lisertal ist ein Steinbruch der Westdeutschen Grauwacke-Union GmbH, Tochterfirma der Basalt AG, nordöstlich von Berlinghausen im Stadtgebiet von Meinerzhagen. Der Steinbruch liegt direkt an der Listertalstraße (L 709). Die Lister liegt direkt hinter der Listertalstraße. Im Steinbruch wird quarzitische Grauwacke abgebaut. Die Grauwacke wird zu Gleisschotter, Splitt, Splittgemischen, Sanden, Wasserbausteinen und Schüttsteinen verarbeitet.
Seit über 100 Jahren besteht der Steinbruch Listertal. 2023 wurden zwei bis drei Sprengungen monatlich durchgeführt. Circa 2500 Tonnen werden pro Tag aufbereitet. Rund 50.000 Tonnen Grauwacke wurden um 2024 im Steinbruch pro Jahr abgebaut, die mit 2000 LKW-Ladungen abtransportiert werden müssen. Spitzenwert beim Gesteinsabbau waren früher bis zu 100 000 Tonnen Grauwacke pro Jahr, dies würde bis zu 4000 Lkw-Ladungen pro Jahr bedeuten.
Etwa 1,5 Kilometer vom Steinbruch liegt die firmeneigene Verladestation am Endpunkt der Bahnstrecke Meinerzhagen–Krummenerl. Dort wurden Güterzüge mit Gleisschotter vom Steinbruch Listertal beladen. Seit dem Hochwasser in West- und Mitteleuropa 2021 ist die Bahnstrecke gesperrt, sodass der Abtransport per LKW erfolgen muss.
Im September 2024 wurde bekannt, dass die Deutsche Bahn die Bahnstrecke Meinerzhagen-Krummenerl stilllegen möchte. Die Sanierung des Schwarzenberg-Tunnels soll laut Deutscher Bahn 60 Millionen Euro kosten. Bis 2040 würden zudem mehr als 100 Millionen Euro für die Sanierung von sieben Brücken, darunter auch das Viadukt in Meinerzhagen und die denkmalgeschützte Fischbauchträgerbrücke, notwendig sein. Dies lohne sich nicht für nur ein bis zwei Gleisschotterzüge pro Woche aus dem Steinbruch Listertal. Dies würde bedeuten, dass weiter 2000 schwere LKW pro Jahr durch den Kreis fahren müssten. Die Bahn informierte die Basalt AG nicht über ihre Absichten, daher investierte sie noch 2022 100.000 Euro in ihre betriebseigene Rangierlok und weiteres Geld in die betriebseigene Verladestation. Dies kritisiert der SPD-Landtagsabgeordnete und verkehrspolitische Sprecher seiner Fraktion Gordan Dudas vor dem Hintergrund der Verkehrswende. Die Bahn muss die Stilllegung nach § 11 des Allgemeinen Eisenbahngesetzes beim Eisenbahn-Bundesamt beantragen und den Antrag auf Stilllegung im Bundesanzeiger bekannt machen. Die Bahn muss dabei der Aufsichtsbehörde darlegen, dass ihr der Betrieb der Strecke nicht zugemutet werden kann. Gleichzeitig muss sie nachweisen, dass ein Angebot Dritter für die Übernahme erfolglos geblieben ist.